# Véronique Mathieu
Véronique Mathieu (ur. 28 października 1955 w Nancy) – francuska polityk, eurodeputowana V, VI i VII kadencji.

## Życiorys
W 1975 zdała egzamin maturalny w zakresie medycyny. Pracowała jako asystentka dentystyczna (1974–1989), następnie prowadziła gabinet medycyny ogólnej.
Działaczka licznych organizacji myśliwskich. W 1998 została zastępcą przewodniczącego rady regionalnej łowczych indywidualnych w Lotaryngii, przewodniczyła grupie broniącej interesów myśliwych w Rambervillers.
W 1999 z listy konserwatywnej partii Łowiectwo, Wędkarstwo, Przyroda, Tradycja została posłem do Parlamentu Europejskiego. W V kadencji PE zasiadała w prezydium Grupy na rzecz Europy Demokracji i Różnorodności. W 2003 objęła funkcję sekretarza generalnego CPNT. W wyborach w 2004 skutecznie ubiegała się o reelekcję z listy Unii na rzecz Ruchu Ludowego. Wstąpiła też do stowarzyszonej z UMP Partii Radykalnej. W 2006 objęła funkcję sekretarza krajowego radykałów i przewodniczącego partyjnej komisji ds. europejskich. W 2009 po raz trzeci z rzędu została wybrana do PE, zasiadała w nim do 2014.